# ロキビアス・ワトキンス
ロキビアス・ワトキンス（Rokevious Watkins 1989年2月24日 - ）は、ジョージア州フェアバーン出身のアメリカンフットボール選手。現在NFLのカンザスシティ・チーフスに所属している。ポジションはガード。

## 経歴
高校時代は、エリック・ベリー、テランス・パークスとチームメートだった。ジョージア・ミリタリー・カレッジから2009年にサウスカロライナ大学へ編入した。3年次の2010年には全14試合に左右のガードで先発出場した。4年次の2011年にはAP通信よりサウスイースタン・カンファレンスのファーストチームに選ばれた。またシーズン開幕戦の東カロライナ大学戦では、カンファレンスの週間最優秀オフェンシブラインマンに選ばれた。
2012年のNFLドラフト5巡でセントルイス・ラムズに指名された。キャンプの最初の数日間をホールドアウトした彼は、体重オーバーでチームに合流した。2012年は開幕戦のデトロイト・ライオンズ戦の1試合のみ出場し、その後故障者リスト入りした。
2013年、5月22日にNFLの薬物乱用規定違反により1試合の出場停止処分を受けた。2年連続で体重オーバーでトレーニングキャンプに参加した彼は、7月24日にラムズから解雇された。8月3日にカンザスシティ・チーフスと契約を結んだ。チーフスの開幕ロースターには残れず、プラクティス・スクワッドとして契約し、10月30日にアクティブロースターに昇格した。